# Natürlich blond 2
Natürlich blond 2 (Originaltitel: Legally Blonde 2: Red, White and Blonde; Alternativtitel: Natürlich blond 2: Jetzt wird’s richtig blond) ist eine US-amerikanische Filmkomödie aus dem Jahr 2003 mit Reese Witherspoon in der Hauptrolle.
Der Film ist eine Fortsetzung der Komödie Natürlich blond aus dem Jahr 2001.

## Handlung
Die Anwältin Elle Woods arbeitet in Boston für eine große Kanzlei und soll zur Partnerin befördert werden. Sie steht kurz vor der Hochzeit und besitzt einen Chihuahua. Woods entdeckt, dass ein Mandant ihrer Kanzlei Hunde für Tierversuche nutzt. Da sie ihren Chefs gegenüber moralische Bedenken äußert, wird sie entlassen. Um die Mutter ihres Hundes aus dem Versuchslabor zu retten, zieht sie nach Washington, D.C., wo sie bei der Politikerin Victoria Rudd neue Arbeit als Rechtsbeistand der Abgeordneten findet.
Woods startet eine gegen die Tierversuche gerichtete Kampagne, die sie in einer Gesetzesvorlage (alias Brutus’ Vorlage) zusammenfasst. Die anderen Mitarbeiter von Rudd räumen dem Gesetz keine Chance ein. Um Spannungen innerhalb des Teams abzubauen, stellt Elle eine Methode vor, bei der jeder auf einem Zettel etwas Positives über eine andere Person schreibt. Die Inhalte der Zettel werden laut vorgelesen, danach wird Schnipp-Schnapp gerufen. Die aufgeschriebenen Bemerkungen über Elle fallen jedoch nicht besonders positiv aus.
Woods wird von einem Politiker unterstützt, dessen Hund sich als homosexuell erweist und in den Hund von Woods verliebt. Weitere Unterstützung erhält sie von einer Politikerin, die derselben Studentinnenverbindung Delta Ny wie sie angehört. Als die Gesetzesvorlage zur weiteren Beratung angenommen werden soll, zieht Rudd ihre Unterstützung zurück. Es stellt sich heraus, dass sie Spendengelder von einem Unternehmen erhält, welches in die Kosmetikbranche eingestiegen ist.
Die einzige Chance von Woods ist es, eine bestimmte Anzahl der Unterschriften der Abgeordneten zu sammeln. Die Mitarbeiter von Rudd kündigen und helfen Woods beim Sammeln der Unterschriften. Ihre Studentinnenverbindung organisiert in Washington eine Demonstration. Woods hält vor dem US-Kongress eine Rede. Rudd telefoniert mit ihrem Sponsor Bob. Da das Gespräch aufgezeichnet wird, wird Rudd gezwungen, die Gesetzesvorlage ebenfalls zu unterzeichnen.
Die Kampagne wird erfolgreich und das Gesetz wird verabschiedet. Woods kehrt nach Boston zurück und heiratet den freundlichen Anwalt Emmett. In der letzten Szene liest die Vorsitzende des Parlaments aus einem Zettel positive Bemerkungen über eine andere Politikerin, die Abgeordneten rufen danach laut Schnipp-Schnapp.

## Kritiken
James Berardinelli bezeichnete den Film auf ReelViews als eine „cineastische Abscheulichkeit“ („cinematic abomination“). Er kritisierte, die Filmautoren würden versuchen, in einem als eine Satire konzipierten Film eine seriöse Botschaft unterzubringen. Berardinelli spottete, keiner der Charaktere des Films weise einen „dreistelligen IQ“ auf. Die Gestalt des Hundes von Elle Woods bezeichnete er als „nervtötend“. Weiterhin spottete er, nach dem Sehen des Films bevorzuge er Brünette mehr denn je zuvor.
Roger Ebert schrieb in der Chicago Sun-Times vom 2. Juli 2003, der Film vermittle ein vereinfachtes und idealisiertes Bild des US-Kongresses. Die Rede von Woods vor dem Parlament bezeichnete er als „wahrlich idiotisch“ („truly idiotic“), er bescheinigte dem Film jedoch einige „lustige“ Szenen.

„Alberne Teenie-Komödie mit schalen filmgeschichtlichen Reminiszenzen, die die aufgesetzte Botschaft des ersten Teils ‚Natürlich blond‘, 2001, dass auch Blondinen denken können, endgültig ad absurdum führt und stattdessen in einem überzogenen patriotischen Appell endet.“

## Auszeichnungen
Reese Witherspoon wurde im Jahr 2004 für den MTV Movie Award nominiert. Rolfe Kent gewann 2004 den BMI Film Music Award. Der Film gewann 2004 den Genesis Award der Stiftung The Fund for Animals und wurde für den Costume Designers Guild Award sowie für den Hollywood Makeup Artist and Hair Stylist Guild Award nominiert.

## Hintergründe
Die Produktionskosten des Kinofilms, für die das Filmstudio Metro-Goldwyn-Mayer verantwortlich war, betrugen ca. 45 Millionen US-Dollar, das Einspielergebnis in den USA lag bei 89 Millionen US-Dollar.
Die Musicalversion des ersten Films, die 2007 am Broadway startete und seit 2009 erfolgreich im Londoner West End gastiert, übernimmt keine Handlungsstränge der Kinofortsetzung.
Es wurde noch ein dritter Teil abgedreht. In diesem Film (Natürlich blond 3 – Jetzt geht’s doppelt weiter, Originaltitel: Legally Blondes) taucht Elle Woods aber nur noch namentlich auf. Die Protagonisten sind ihre beiden Cousinen. Reese Witherspoon spielte nicht mehr mit, hat den Film aber mitproduziert. Der Film schaffte es nicht in die Kinos und kam direkt auf DVD heraus.